# Heistse Pijl
Heistse Pijl – jednodniowy wyścig kolarski, rozgrywany w Belgii na trasie wokół Heist-op-den-Berg. 
Pierwsza edycja imprezy odbyła się w 1947 i rozgrywana była do 1983. W 2008 powrócono do ponownej organizacji wyścigu. Od 2016 zaliczana jest do cyklu UCI Europe Tour, w którym posiada kategorię 1.1.

## Zwycięzcy
Opracowano na podstawie:
| Rok  | Pierwsze           | Drugie              | Trzecie          |
| ---- | ------------------ | ------------------- | ---------------- |
| 2008 | Geert Omloop       | Staf Scheirlinckx   | Evert Verbist    |
| 2009 | Greg Van Avermaet  | Wouter Weylandt     | Denis Flahaut    |
| 2010 | Aidis Kruopis      | Gorik Gardeyn       | Joost Posthuma   |
| 2011 | Björn Leukemans    | Rob Goris           | Jasper Stuyven   |
| 2012 | Maxime Vantomme    | Matthew Brammeier   | Eliot Lietaer    |
| 2013 | Tom Boonen         | Kenny Dehaes        | Sean De Bie      |
| 2014 | Tom Boonen         | Jonas Van Genechten | Kenny Dehaes     |
| 2015 | Sander Armée       | Nikolas Maes        | Tom Van Asbroeck |
| 2016 | Dylan Groenewegen  | Wouter Wippert      | Aidis Kruopis    |
| 2017 | Jasper De Buyst    | Kenny Dehaes        | Joeri Stallaert  |
| 2018 | Emīls Liepiņš      | Wouter Wippert      | Aksel Nõmmela    |
| 2019 | Álvaro Hodeg       | Jasper Philipsen    | Rory Townsend    |
| 2020 | Sasha Weemaes      | Gerben Thijssen     | Emiel Vermeulen  |
| 2021 | Pascal Eenkhoorn   | Yves Lampaert       | Jonas Rickaert   |
| 2022 | Arnaud De Lie      | Giacomo Nizzolo     | Mark Cavendish   |
| 2023 | Olav Kooij         | Jordi Meeus         | Robbe Ghys       |
| 2024 | Alexander Kristoff | Casper van Uden     | Amaury Capiot    |
| 2025 |                    |                     |                  |